# Lani Belcher
Lani Belcher (Cobram, Australia, 10 de junio de 1989) es una deportista británico-australiana que compite en piragüismo en las modalidades de aguas tranquilas y maratón.
Ha ganado tres medallas en el Campeonato Mundial de Piragüismo, en los años 2010 y 2017, y dos medallas en el Campeonato Europeo de Piragüismo: oro en 2010 y plata en 2011. En los Juegos Europeos de Bakú 2015 consiguió una medalla de plata en la prueba de K1 5000 m.
En la modalidad de maratón, obtuvo cuatro medallas en el Campeonato Mundial entre los años 2008 y 2017, y una medalla en el Campeonato Europeo de 2017.

## Palmarés internacional
| Representando al Reino Unido |                          |                   |             |
| Campeonato Mundial           |                          |                   |             |
| Año                          | Lugar                    | Medalla           | Competición |
| 2011                         | Szeged (Hungría)         | Medalla de plata  | K1 5000 m   |
| 2015                         | Milán (Italia)           | Medalla de plata  | K1 5000 m   |
| 2017                         | Račice (República Checa) | Medalla de bronce | K1 5000 m   |
| Juegos Europeos              |                          |                   |             |
| Año                          | Lugar                    | Medalla           | Competición |
| 2015                         | Bakú (Azerbaiyán)        | Medalla de plata  | K1 5000 m   |
| Campeonato Europeo           |                          |                   |             |
| Año                          | Lugar                    | Medalla           | Competición |
| 2010                         | Corvera (España)         | Medalla de oro    | K1 5000 m   |
| 2011                         | Belgrado (Serbia)        | Medalla de plata  | K1 5000 m   |

| Representando a Australia    |                               |                   |             |
| Campeonato Mundial           |                               |                   |             |
| Año                          | Lugar                         | Medalla           | Competición |
| 2008                         | Týn nad Vltavou ( Rep. Checa) | Medalla de plata  | K1          |
| Representando al Reino Unido |                               |                   |             |
| Campeonato Mundial           |                               |                   |             |
| Año                          | Lugar                         | Medalla           | Competición |
| 2009                         | Vila Nova de Gaia (Portugal)  | Medalla de bronce | K1          |
| 2017                         | Pietermaritzburg (Sudáfrica)  | Medalla de oro    | K1          |
| 2017                         | Pietermaritzburg (Sudáfrica)  | Medalla de bronce | K2          |
| Campeonato Europeo           |                               |                   |             |
| Año                          | Lugar                         | Medalla           | Competición |
| 2017                         | Ponte de Lima (Portugal)      | Medalla de plata  | K1          |